# Зігфрід Прегель
Зігфрід Прегель (нім. Siegfried Pregel; 2 лютого 1915, Леобен — 17 січня 2006) — хорватський і німецький офіцер, капітан-лейтенант крігсмаріне (1 лютого 1943).

## Біографія
1 жовтня 1933 року вступив у ВМС Хорватії. В листопаді 1942 року перейшов у крігсмаріне. З березня 1943 року — вахтовий і дивізійний офіцер на важкому крейсері «Принц Ойген». З 30 серпня 1943 по 27 лютого 1944 року пройшов курс підводника, з 27 лютого  по 15 липня 1944 року — курс командира підводного човна. З 19 липня по 26 лютого 1945 року — командир підводного човна U-323, після чого служив при коменданті порту Накскова. В травні був взятий в полон британськими військами.